# Saint-Pierre-en-Val
Saint-Pierre-en-Val är en kommun i departementet Seine-Maritime i regionen Normandie i norra Frankrike. Kommunen ligger i kantonen Eu som tillhör arrondissementet Dieppe. År 2022 hade Saint-Pierre-en-Val 1 091 invånare.

## Befolkningsutveckling
Antalet invånare i kommunen Saint-Pierre-en-Val
| Referens: INSEE |